# Ръка за милиони
„Ръка за милиони“ (на английски: Million Dollar Arm) е американска биографична спортна драма от 2014 г. на режисьора Крейг Гилеспи и е продуциран от „Уолт Дисни Пикчърс“, по сценария, написан от Том Маккарти. Филмът е базиран на истинска история за бейзболните питчъри Ринку Сингх и Динеш Пател, които са избрани от спортният агент Джей Би Бърнщайн, който печели състезание в риалити шоу.
Във филма участват Джон Хам в ролята на Джей Би Бърнщайн, Бил Пакстън като треньора Том Хаус, Сурадж Шарма като Сингх, Мадхур Митал като Пател, и Алън Аркин. Музиката е композирана от А. Р. Рахман. Продуциран от Джо Рот, Марк Сиарди и Гордън Грей, филмът е пуснат по кината на 16 май 2014 г. и печели 39.2 млн. долара.